# Comuna Haișîn, Pereiaslav-Hmelnițki
Haișîn (în ucraineană Гайшин) este o comună în raionul Pereiaslav-Hmelnițki, regiunea Kiev, Ucraina, formată din satele Ciîrske, Haișîn (reședința) și Hreblea.

## Demografie
Componența lingvistică a comunei Haișîn
     Ucraineană (97,79%)
     Rusă (2,08%)
     Alte limbi (0,14%)
Conform recensământului din 2001, majoritatea populației comunei Haișîn era vorbitoare de ucraineană (97,79%), existând în minoritate și vorbitori de rusă (2,08%).